# Хикотенкатль

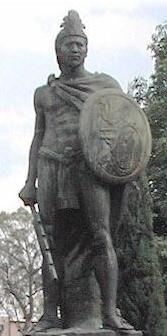

Хикоте́нкатль (Шикотенкатль II Младший, Xīcohténcatl Āxāyacatzin) (1484 — 12 мая 1521) — тласкальский монарх и военный деятель, один из четырёх монархов Тласкалы, сначала сражавшийся против испанских завоевателей, а затем, не сумев их одолеть, объединившийся с ними с целью разгрома ацтеков и завоевания Теночтитлана.
Первоначально лично командовал тласкальскими войсками на поле боя с испанцами, затем, после заключения мира 7 сентября 1519 года, лично участвовал в осаде ацтекской столицы. Его отношения с Эрнаном Кортесом, однако, оставались напряжёнными, и когда в конце осады Теночтитлана Хикотенкатль внезапно покинул ряды союзной армии, бежав в Тласкалу, то был обвинён Кортесом в измене, арестован и казнён через повешение.
Несмотря на сотрудничество с испанцами, некоторые современные мексиканские истории считают Хикотенкатля патриотом и отмечают его умелое руководство тласкальскими войсками на раннем этапе сопротивления испанцам.
В его честь названа столица мексиканского штата Тласкала — город Тласкала-де-Хикотенкатль.